# Lycorea halia
Lycorea halia är en fjärilsart som beskrevs av Jacob Hübner 1816. Lycorea halia ingår i släktet Lycorea och familjen praktfjärilar. Inga underarter finns listade i Catalogue of Life.

## Bildgalleri

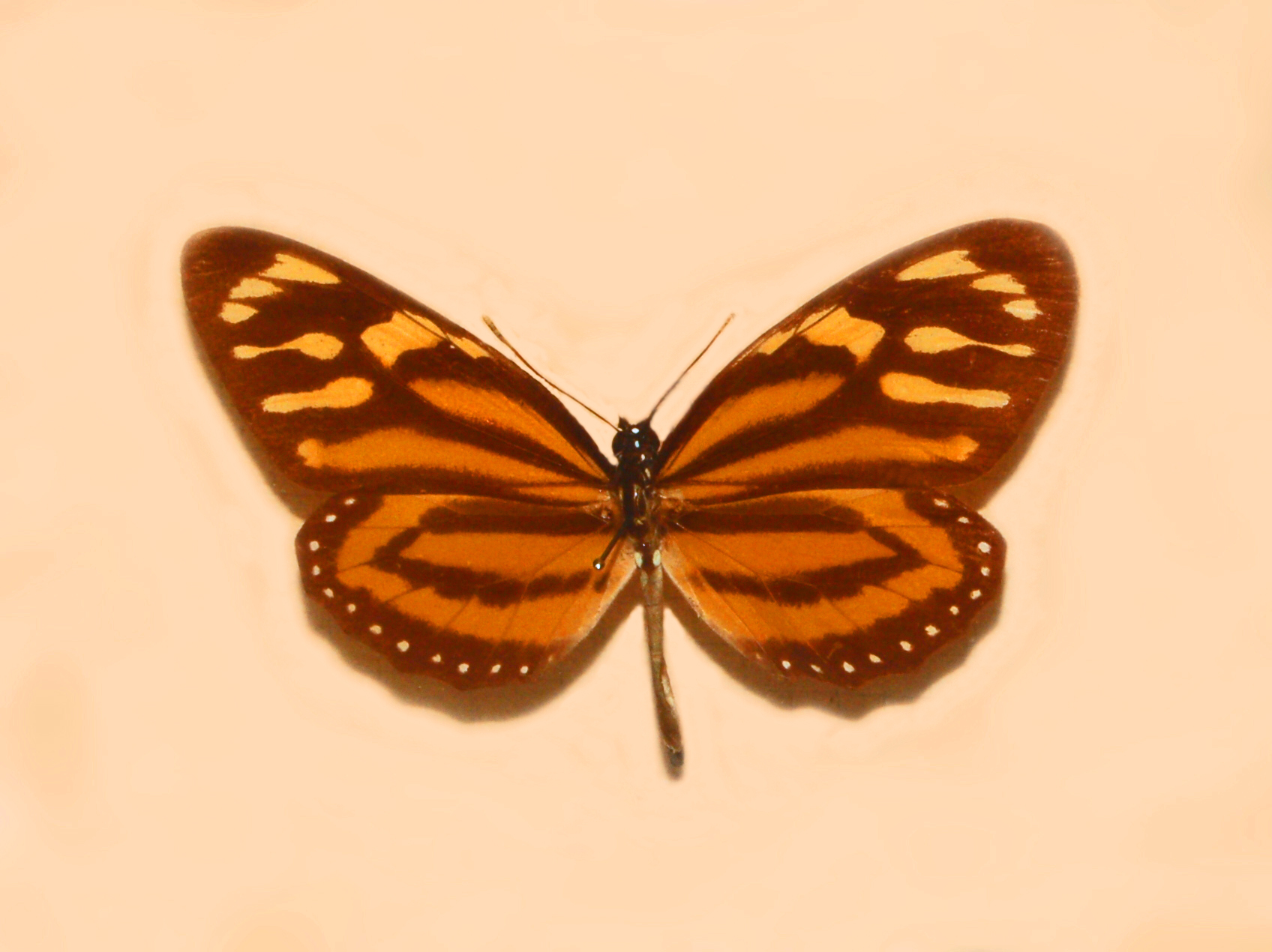
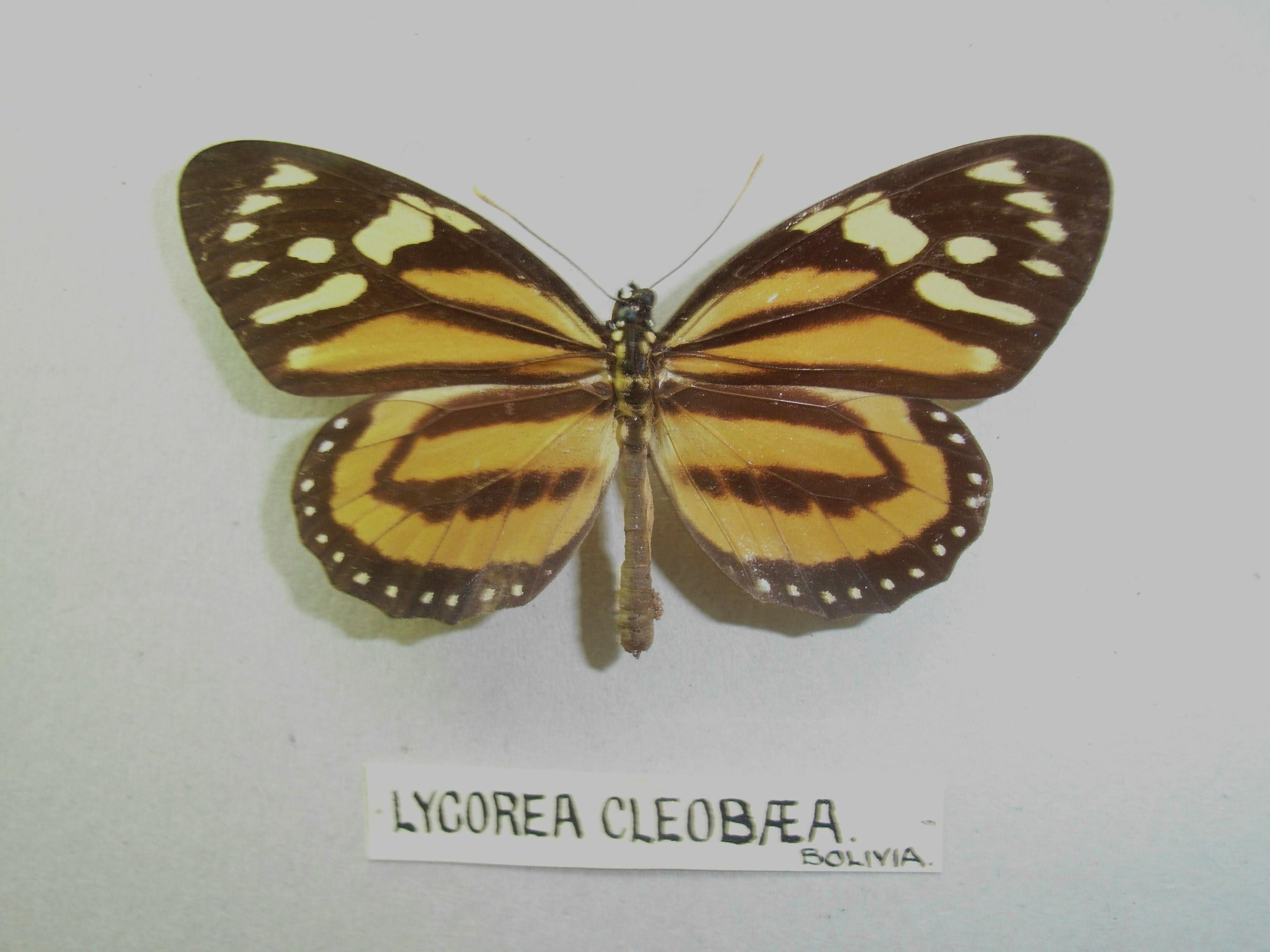
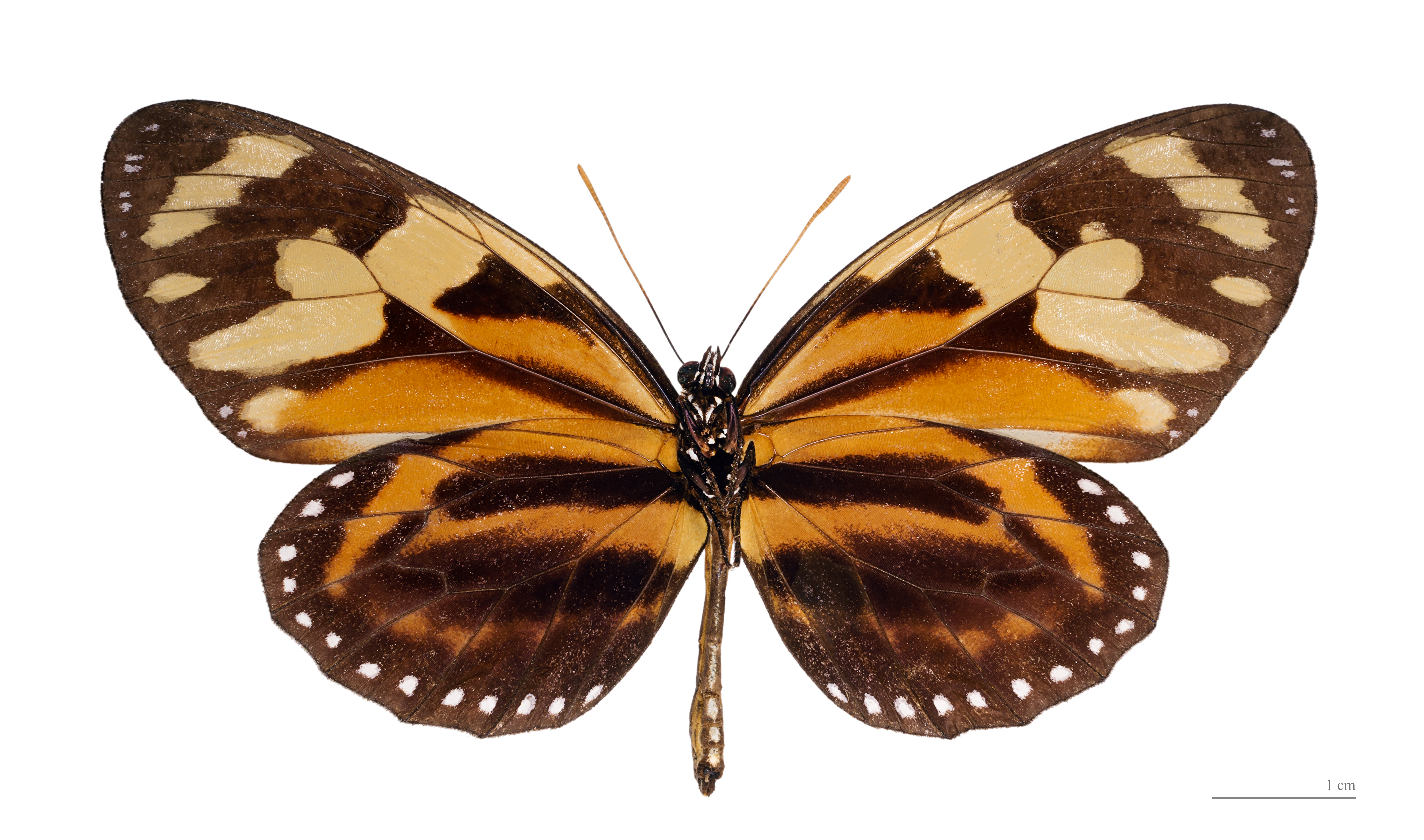